# Morgan Johansson
Morgan Johansson, né le 14 mai 1970 à  Höganäs en Suède, est un homme politique suédois. Membre des Sociaux-démocrates (SAP), il est Ministre de la Justice de 2014 à 2022.